# Eisenbahnunfall von Thompson
Der Eisenbahnunfall von Thompson war ein Zusammenstoß von vier Zügen innerhalb von fünf Minuten, der sich am 4. Dezember 1891 nahe dem Bahnhof East Thompson, Connecticut ereignete. Dabei gab es zwei Tote.

## Ausgangslage
Die Massenkarambolage ereignete sich auf der New York and New England Railroad (NY&NE), im Bahnhof East Thompson, wo die Bahnstrecke East Thompson–Southbridge von der Hauptstrecke der NY&NE abzweigt. Heute existieren im Bereich des Bahnhofs keine Bahnanlagen mehr. 
Planmäßig sollten an diesem Morgen vier Züge kurz nacheinander den Bahnhof East Thompson durchfahren: Der Long Island & Eastern States Express von New York City nach Boston, der Norwich Steamboat Express von New London nach Boston, ein Lokalgüterzug nach Southbridge und ein weiterer Güterzug, Nr. 212, in Fahrtrichtung Boston. Die an sich eingleisige Bahnstrecke verfügte im Bereich des Bahnhofs East Thompson über ein langes Begegnungsgleis, sodass sie vom Abzweig der Strecke nach Southbridge bis nördlich des Bahnhofs zweigleisig war.

## Unfallhergang
Um den langsamen Güterzug Nr. 212 aus dem Fahrweg des herannahenden Long Island & Eastern States Express herauszuhalten, ließ ihn der Fahrdienstleiter auf dem linken Gleis der Strecke in den Bahnhof East Thompson einfahren. Dabei übersah er, dass das Gleis bereits mit dem aus der Gegenrichtung kommenden Lokalgüterzug belegt war, der nach Southbridge abbiegen sollte. Um 06:40 Uhr stießen die beiden Züge kurz vor dem Bahnhof frontal zusammen. Die Wagen entgleisten, legten sich quer und wurden zum Teil in das benachbarte zweite Gleis geschoben. Unmittelbar darauf folgte der Long Island & Eastern States Express und fuhr in die entgleisten Güterwagen, die auf das Gleis, das dieser Zug nutzte, geschoben worden waren. Dabei entgleiste die Lokomotive und riss einen Freileitungsmast um, der Lokomotivführer und Heizer erschlug. Außerdem wurde ein angrenzendes Wohnhaus zerstört. Einem der beteiligten Eisenbahner war bewusst, dass auch der Norwich Steamboat Express auf die Unfallstelle zufuhr und er schickte ihm einen anderen Eisenbahner entgegen, um diesen Zug zu warnen. Diese Initiative kam aber zu spät. Der Norwich Steamboat Express konnte nicht mehr vollständig bremsen und fuhr in das Ende des Long Island & Eastern States Express hinein. Die Lokomotive des Norwich Steamboat Express schob sich in dessen letzten Wagen, einen Schlafwagen, etwa drei Meter hinein und setzte ihn, ebenso wie das Führerhaus der Lokomotive, in Brand. Die Lokbesatzung kam mit leichten Verletzungen davon.

## Folgen
Von den beteiligten Fahrzeugen wurden alle vier Lokomotiven, der Schlafwagen und ein Gepäckwagen bei dem Unfall zerstört und etwa 450 Meter Gleis aufgerissen. Außer den beiden Eisenbahnern auf der Lokomotive des Long Island & Eastern States Express gab es keine Toten, jedoch mehrere hundert Verletzte.
Wegen der beiden Toten folgte eine Untersuchung durch den Coroner von Windham County, die zu dem Ergebnis kam, dass Lokführer und Zugführer des Güterzugs Nr. 212 für den Tod der Eisenbahner auf der Lokomotive des Long Island & Eastern States Express verantwortlich gewesen seien.